# 西德妮·威爾遜之死
當地時間2024年9月16日，美國維珍尼亞州費爾法克斯縣里斯頓一名非裔前大學籃球選手西德妮·威爾遜（Sydney Wilson）在家門外被一名亞裔警察彼得·劉（Peter Liu）開槍射殺。劉因接獲心理健康問題的報告前往威爾遜家進行福利檢查時，期間威爾遜揮舞廚刀並多次劃傷劉的頭部，最終劉在自衛情況下開槍，威爾遜送醫後不治。

## 背景
威爾遜出生於賓夕凡尼亞州，畢業於聖約翰學院高中，曾效力喬治城大學女子籃球隊，並為全國有色人種協進會成員。死時她年僅33歲。根據其LinkedIn資料，她在仲量聯行中大西洋地區擔任租賃操作專員，並曾在當年早些時候分享其獲得心理健康培訓認證。
彼得·劉則已在警界服務14年，具備危機處理培訓經驗。

## 事件經過
9月16日，費爾法克斯縣警局接獲心理健康顧問的報告，要求檢查威爾遜的狀況，顧問描述她情緒激動。上午10點20分左右，彼得·劉抵達威爾遜住處，敲門後威爾遜回應「嗨」並關門。劉持續敲門請求她打開，幾分鐘後威爾遜再度開門，說了句「你怎麼樣？」，隨即持廚刀攻向劉。劉後退並舉槍警告，但威爾遜在稍作猶豫後繼續逼近，並劃傷劉的額頭。劉在無路可退下開了兩槍，隨後在她似乎還在靠近時再射三槍，直至她倒地。劉隨後通報醫療支援。劉傷勢未危及性命，但威爾遜於當晚不治。

## 反應
| Georgetown WBB | X的logo，一个风格化的X字母 |
| @GeorgetownWBB | X的logo，一个风格化的X字母 |

喬治城女子籃球隊哀悼西德妮·威爾遜（C'13）的不幸去世。永遠是Hoya。
#HoyaSaxa
2024-09-20
4天後，威爾遜曾效力的喬治城大學女子籃球隊在X／Twitter發文哀悼她的死亡，稱之為「悲劇性損失」，但在10月14日釋出警用密錄器錄影後引起輿論批評，並在X／Twitter平台上添加社群註解，澄清威爾遜是在攻擊劉後遭到射擊。
10月14日，費爾法克斯警局局長凱文·戴維斯在發佈會上支持劉的行動。戴維斯解釋，儘管費爾法克斯縣通常在處理心理健康相關來電時會派出心理健康顧問與執法人員一同前往，由於當時心理健康顧問正協助處理其他事件，加上劉受過危機處理訓練，因此由劉單獨前往是「合理的」調度安排，劉已被安排在「受限職位」以等待調查結果。